# Saint-Quentin-des-Prés
Saint-Quentin-des-Prés é uma comuna francesa na região administrativa de Altos da França, no departamento de Oise. Estende-se por uma área de 10,8 km². Em 2010 a comuna tinha 288 habitantes (densidade: 26,7 hab./km²).